# ロイク・エンベ・ソー
ロイク・エンベ・ソー（Loïc Mbe Soh 、2001年6月13日 - ）は、カメルーン・ナンガ・エボコ出身のプロサッカー選手。ノッティンガム・フォレストFC所属。ポジションはDF。

## 経歴

### クラブ
パリ・サンジェルマンFCのアカデミーで育成され、2018年7月にクラブとプロ契約を締結。2019年5月11日、リーグ・アンのアンジェSCO戦でトップチームデビューを果たした。
2020年9月11日、イングランド・EFLチャンピオンシップのノッティンガム・フォレストFCに移籍。

### 代表
年代別のフランス代表歴がある。U-18代表ではキャプテンを務めた。

## タイトル

### クラブ
パリ・サンジェルマン
- リーグ・アン: 2018–19, 2019–20
- トロフェ・デ・シャンピオン: 2019[5]
- クープ・ドゥ・フランス: 2019–20[6]
- クープ・ドゥ・ラ・リーグ: 2019–20[7]